# 와이투솔루션
와이투솔루션(영어: Y2 Solution Co. Ltd.)은 대한민국의 전기·전자·제어 기업이다. 미국에 급속 충전기용 파워모듈을 공급한다.

## 참고문헌
1. ↑  “와이투솔루션, 미국 AME Power와 30kW 전기차 급속 충전기용 파워 모듈 제조 MOU 체결”. 《한국경제》. 2023년 9월 14일. 2025년 4월 23일에 확인함.
2. ↑  “와이투솔루션, 美 AME파워와 30kW 파워모듈 제조 MOU…“현지 생산체제 구축””. 《전자신문》. 2023년 9월 14일. 2025년 4월 23일에 확인함.